# Дуганов, Григорий Иванович
Григо́рий Ива́нович Дуга́нов (20 апреля 1923 — 1986) — советский футболист, защитник, тренер. Мастер спорта СССР (1949).

## Годы войны
В Красной Армии с 11 декабря 1941 года. Участник Великой Отечественной войны, сержант, беспартийный.
С 25 июля 1942 года по 15 мая 1943 года участвовал в боевых действиях на Донском и Сталинградском фронтах, с 26 марта по 5 мая 1945 года — на Белорусском фронте (разведчик 81-й отдельной гвардейской разведывательной роты 77-й гвардейской стрелковой дивизии). Имел несколько ранений, в том числе и тяжёлое.
12 мая 1945 года награждён орденом Красной Звезды.
Описание подвига из наградного листа:
При наступлении наших войск от реки Одера до реки Эльба т. Дуганов все боевые задания выполнял с положительными результатами. В особенности проявил себя при ликвидации окружённой группировки юго-восточнее Берлина. Выполняя боевое задание по уничтожению переднего края противника, напал на засаду немцев и уничтожил 5 человек немцев, взяв в плен 6 человек...
6 апреля 1985 года, к 40-летию победы в Великой Отечественной войне, был награждён орденом Отечественной войны II степени.

## Карьера

### Клубная
В 1949 году выступал за московские «Крылья Советов».
18 февраля 1949 года был принят в команду мастеров московского «Торпедо», В составе «автозаводцев» сыграл 21 матч в классе сильнейших команд и стал обладателем Кубка СССР 1949. числился слесарем.
8 февраля 1951 года был освобождён из команды «Торпедо» в связи с уходом в Советскую армию. Службу проходил в футбольном клубе ВМС. После расформирования команды ВМС выступал за горьковское «Торпедо».

### Тренерская
После завершения карьеры игрока тренировал команды класса «Б».
Работая тренером ростовского «Торпедо» принял участие в становлении Виктора Понедельника.
С июня 1959 года по 24 июля 1960 года тренировал полтавский «Колхозник».
В сентябре 1960 года сменил Льва Мастерового на посту наставника сталинградского «Трактора».
В 1961—1962 гг. тренировал кировоградскую «Звезду».
В 1962 году сначала был помощником главного тренера пензенской «Зари» Юрия Чайко, а заканчивал сезон исполняющим обязанности главного тренера.
В 1963 году окончил ГЦОЛИФК.
Позже работал тренером таких футбольных клубов как дзержинская «Волна» (1963), армавирское «Торпедо», кемеровский «Кузбасс» (1967), курские «Трудовые резервы» (1968—1969), оренбургский «Локомотив» (1970), таганрогское «Торпедо» (1971).

## Статистика

### Клубная
| Команда                 | Сезон | Чемпионат | Чемпионат | Чемпионат | Кубок | Кубок | Итого | Итого |
| Команда                 | Сезон | Уров.     | Игры      | Голы      | Игры  | Голы  | Игры  | Голы  |
| ----------------------- | ----- | --------- | --------- | --------- | ----- | ----- | ----- | ----- |
| Крылья Советов (Москва) | 1948  | I         | 18        | 0         | 1     | 0     | 19    | 0     |
| Торпедо (Москва)        | 1949  | I         | 15        | 0         | 5     | 0     | 20    | 0     |
| Торпедо (Москва)        | 1950  | I         | 6         | 0         | 0     | 0     | 6     | 0     |
| Торпедо (Москва)        | Итого | Итого     | 21        | 0         | 5     | 0     | 26    | 0     |
| ВМС (Москва)            | 1951  | I         | 21        | 0         | 1     | 0     | 22    | 0     |
| ВМС (Москва)            | 1952  | II        | 22        | 0         | 3     | 0     | 25    | 0     |
| ВМС (Москва)            | Итого | Итого     | 43        | 0         | 4     | 0     | 47    | 0     |
| Торпедо (Горький)       | 1953  | II        | 12        | 1         | 0     | 0     | 12    | 1     |
| Торпедо (Горький)       | 1954  | I         | 24        | 0         | 2     | 0     | 26    | 0     |
| Торпедо (Горький)       | Итого | Итого     | 36        | 1         | 2     | 0     | 38    | 1     |
| Всего                   | Всего | Всего     | 100       | 1         | 12    | 0     | 112   | 1     |

Примечание: знаком * отмечены ячейки, данные в которых возможно больше указанных.

## Достижения

### Командные
- Обладатель Кубка СССР: 1949.